# Frankweiler

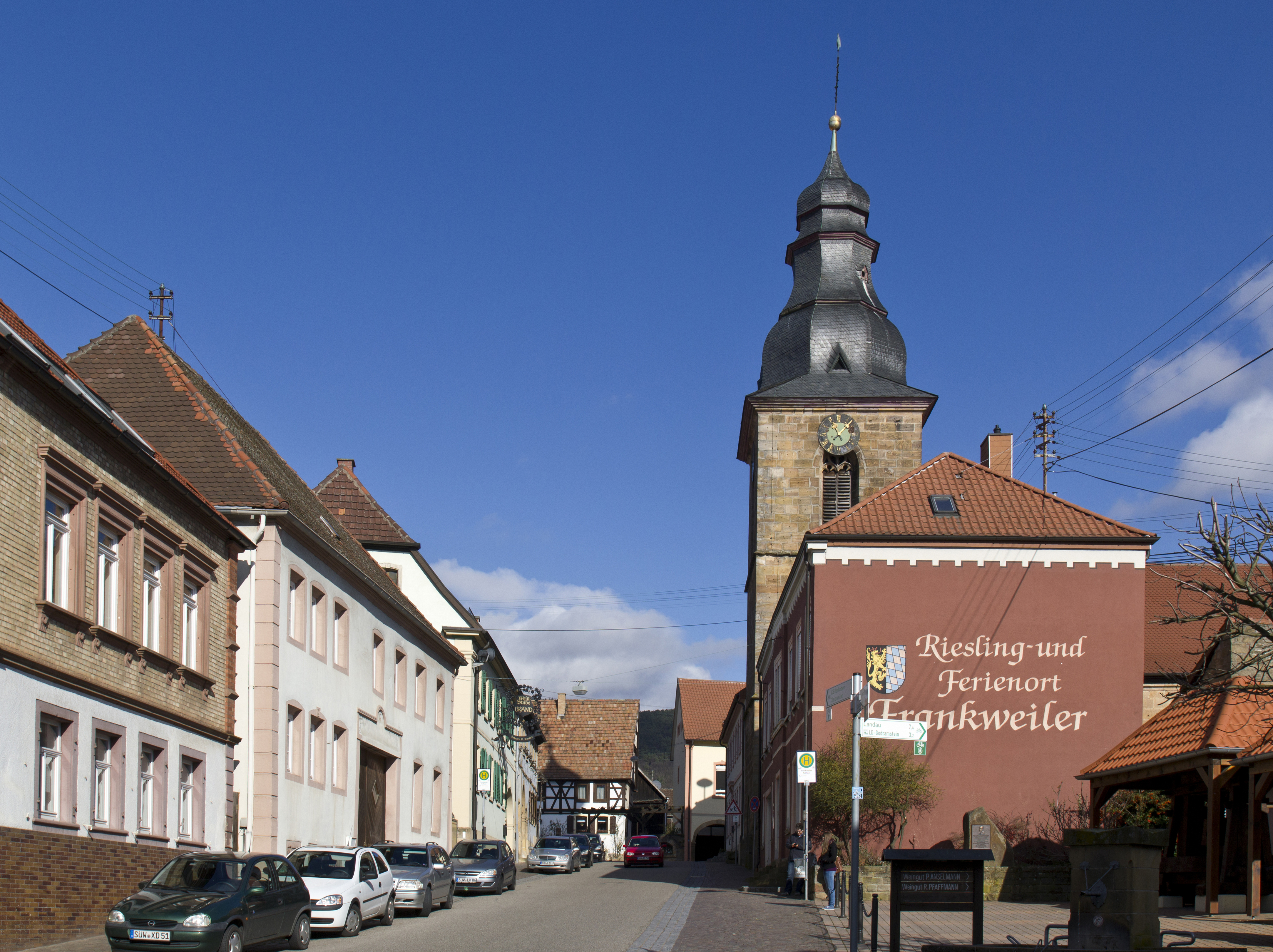
Denkmalzone Ortskern

Frankweiler ist eine Ortsgemeinde im Landkreis Südliche Weinstraße in Rheinland-Pfalz. Sie gehört zur Verbandsgemeinde Landau-Land, die ihren Verwaltungssitz in der Stadt Landau in der Pfalz hat. Frankweiler hat die niedrigsten Grundsteuer-Sätze in Rheinland-Pfalz und ist schuldenfrei.

## Geographie

### Lage
Der Weinort befindet sich unmittelbar östlich des Haardt, wie der Ostrand des Pfälzerwald auch genannt wird, am Haardtrand, alternativ Region Weinstraße genannt, sowie dessen Untereinheit Oberhaardt. Nachbargemeinden sind – im Uhrzeigersinn – Gleisweiler, Böchingen, Landau in der Pfalz, Siebeldingen, Albersweiler, Dernbach (Pfalz) und eine zu Böchingen gehörende Exklave. Im Mittleren Pfälzerwald existiert mit dem Frankweiler Wald eine Exklave der Gemeinde, die an die von Landau in der Pfalz, Siebeldingen und Albersweiler grenzt.

### Erhebungen
Der Südhang samt Gipfel des 581,2 Meter hohen Orensbergs gehört zu Frankweiler. Weiter südöstlich in der Nähe des Siedlungsgebiets erstreckt sich der 450 Meter hohe Ringelsberg. Im Nordwesten an der Gemarkungsgrenze zu Gleisweiler erstreckt sich der 474,2 m hohe Eichberg. Innerhalb der Waldexklave befindet sich der 554 Meter hohe Hahnenkopf.

### Gewässer
Der nördlich der Bebauung verlaufende Hainbach bildet die Grenze zu Gleisweiler. Im Westen der Gemarkung entspringen der Sandbach, der nach rund 250 Metern auf die von Dernbach wechselt und der Schwelterbach, der anschließend durch Albersweiler fließt. Am Ostrand der Waldexklave verläuft der Dörenbach.

## Geschichte
Die Etymologie des Ortsnamens lässt auf frühe Siedlungsschichten des 5. bis 8. Jahrhunderts schließen. Als fränkische Landnahme erfolgte die Kolonisierung durch Ortsgründungen, vorwiegend im Rhein-Main-Donau-Raum.
1249 wurde Frankweiler erstmals urkundlich erwähnt, da die Bewohner des Dorfes zu dieser Zeit Wein an das Kloster Eußerthal entrichteten. 1330 kam das Dorf von der Herrschaft Scharfeneck an die Pfalz, 1410 durch Erbteilung an das pfälzische Nebenland Pfalz-Zweibrücken (ab 1693 Oberamt Bergzabern), und 1768 wieder an die Kurpfalz, innerhalb derer sie dem Oberamt Germersheim unterstand.
Im Zuge der Koalitionskriege wurde der linksrheinische Teil der Pfalz infolge der Besetzung vom rechtsrheinischen Teil abgetrennt. Von 1798 bis 1814 waren die linksrheinischen Gebiete ein Teil der Französischen Republik (bis 1804) und anschließend ein Teil des Napoleonischen Kaiserreichs. Während dieser Zeit war „Franckweiler“ – so die damalige Schreibweise – Teil des Département du Mont-Tonnerre (Departement Donnersberg), des Kantons Edenkoben und unterstand der Mairie Gleisweiler. 1815 hatte die Gemeinde insgesamt 742 Einwohner. Mit dem Wiener Kongress im selben Jahr kam das linksrheinische Kernland der Pfalz zunächst an Österreich und 1816 aufgrund eines Tauschvertrages an das Königreich Bayern. Ein Jahr später wechselte die Gemeinde in den Kanton Landau. Von 1818 bis 1862 gehörte Frankweiler zum Landkommissariat Landau; aus diesem ging das Bezirksamt Landau hervor. Am 17. Juni 1849 war  eine Freischar aus Frankweiler am Gefecht bei Rinnthal beteiligt.
Von Dezember 1918 bis Juni 1930 war die Rheinpfalz von französischen Truppen besetzt. Ab 1939 war der Ort ein Bestandteil des Landkreises Landau in der Pfalz. Nach dem Zweiten Weltkrieg wurde die Gemeinde innerhalb der französischen Besatzungszone Teil des damals neu gebildeten Landes Rheinland-Pfalz und gehörte bis 1968 zum Regierungsbezirk Pfalz. 1968 wurde sie in den Regierungsbezirk Rheinhessen-Pfalz eingegliedert. Im Zuge der ersten rheinland-pfälzischen Verwaltungsreform wechselte Frankweiler am 7. Juni 1969 in den neu geschaffenen Landkreis Landau-Bad Bergzabern, der 1978 in Landkreis Südliche Weinstraße umbenannt wurde. 1972 wurde die Gemeinde der ebenfalls neu gebildeten Verbandsgemeinde Landau-Land zugeordnet.

## Politik

### Gemeinderat
Der Gemeinderat besteht aus zwölf Ratsmitgliedern, die bei der Kommunalwahl am 9. Juni 2024 in einer Mehrheitswahl gewählt wurden, und dem ehrenamtlichen Ortsbürgermeister als Vorsitzendem. Bis 2014 wurde in einer personalisierten Verhältniswahl gewählt, für die Wahl 2019 wurde eine neue, gemeinsame Wählergruppe gebildet.
Die Sitzverteilung im Gemeinderat:
| Wahl | SPD               | CDU               | FDP               | FWG               | EFWG *            | Gesamt   |
| ---- | ----------------- | ----------------- | ----------------- | ----------------- | ----------------- | -------- |
| 2024 | per Mehrheitswahl | per Mehrheitswahl | per Mehrheitswahl | per Mehrheitswahl | per Mehrheitswahl | 12 Sitze |
| 2019 | per Mehrheitswahl | per Mehrheitswahl | per Mehrheitswahl | per Mehrheitswahl | per Mehrheitswahl | 12 Sitze |
| 2014 | 2                 | 2                 | 1                 | 4                 | 3                 | 12 Sitze |
| 2009 | 3                 | –                 | 1                 | 6                 | 2                 | 12 Sitze |
| 2004 | 2                 | –                 | 1                 | 7                 | 2                 | 12 Sitze |

### Bürgermeister
Bernd Nerding wurde 2014 Ortsbürgermeister von Frankweiler. Bei der Direktwahl am 26. Mai 2019 wurde er mit einem Stimmenanteil von 85,10 % und am 9. Juni 2024 als einziger Bewerber mit 78,5 % jeweils für weitere fünf Jahre in seinem Amt bestätigt.

### Wappen
| Wappen von Frankweiler | Blasonierung: „In gespaltenem Schild rechts in Schwarz ein linksgewendeter, rotbewehrter, -bezungter und -bekrönter goldener Löwe, links von Silber und Blau gerautet.“ |
| Wappen von Frankweiler | |

### Gemeindepartnerschaft
Seit 1987 besteht die Partnerschaft mit der Stadt Cullman (Alabama), U.S.A. Diese Stadt wurde von einem Auswanderer aus Frankweiler in Alabama gegründet. Sein Elternhaus wurde abgebrochen und als Dorfplatz mit Brunnen und Gedenktafel umgewandelt.

## Kultur

### Bauwerke

#### Kulturdenkmäler
Der Ortskern und der Friedhof sind als Denkmalzonen ausgewiesen; 32 Einzelobjekte stehen unter Denkmalschutz.
sonstige Bauwerke
Auf der Gemeindegemarkung befindet sich die Ruine der Burg Alt-Scharfeneck und unweit von dieser der Steigerter Hof.

### Natur

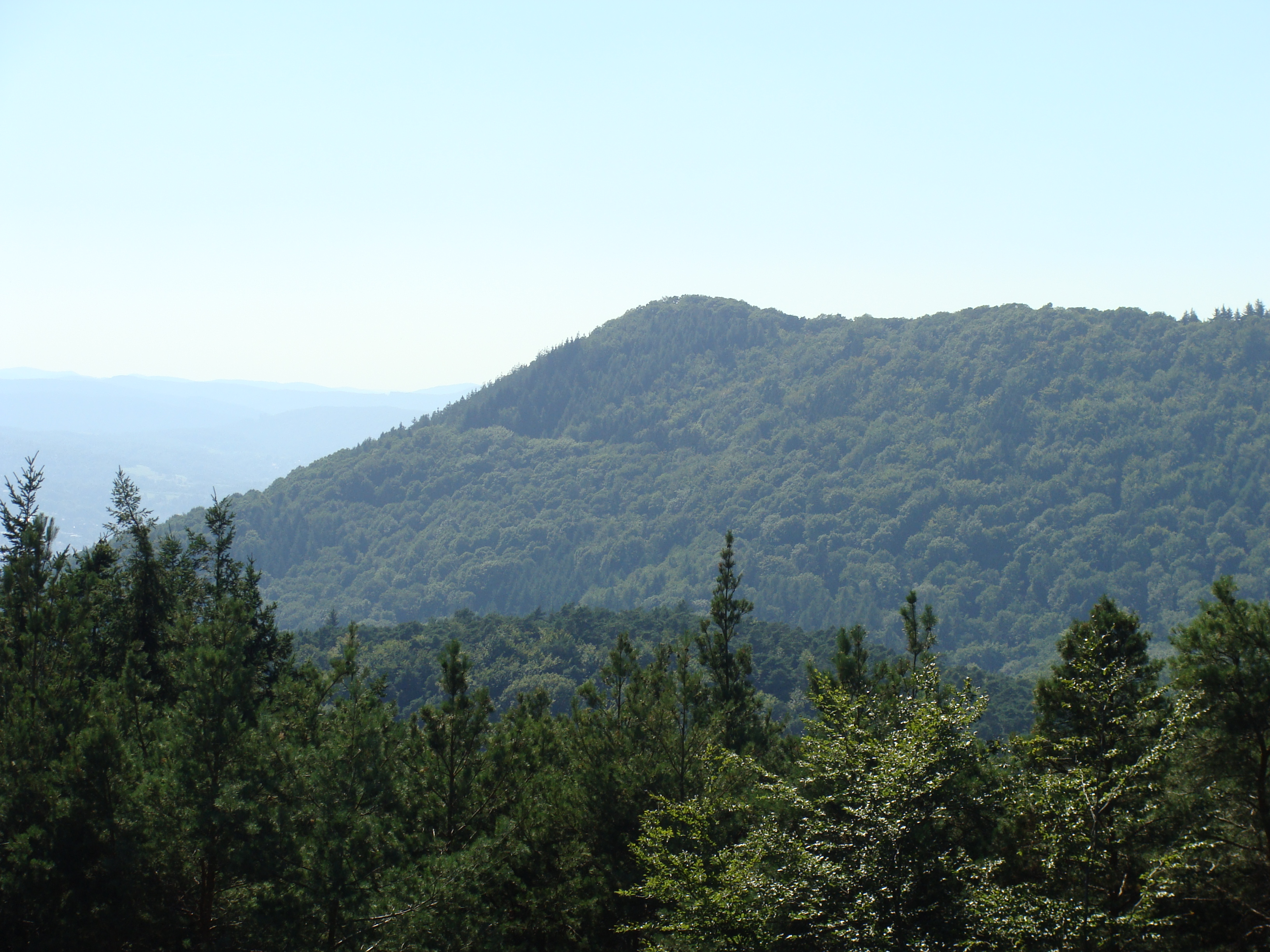
Südsporn des Orensbergs auf der Gemarkung von Frankweiler

Das gesamte Gemeindegebiet – einschließlich des Bereichs jenseits des Pfälzerwaldes mit Bebauung samt umliegender Weinberge – ist Bestandteil des Naturparks Pfälzerwald, der zum grenzüberschreitenden Biosphärenreservat Pfälzerwald-Vosges du Nord gehört. Das Naturschutzgebiet Haardtrand – Käfernberg erstreckt sich teilweise über das Gemeindegebiet. Einziges Naturdenkmal vor Ort ist der Orensfelsen.

### Veranstaltungen
2018 war Frankweiler der Eröffnungsort des Erlebnistags Deutsche Weinstraße; das Motto lautete „König Riesling“.

## Infrastruktur

### Wirtschaft
Frankweiler ist ein Winzerort und als solcher ein Teil des Weinanbaugebiets Pfalz. Vor Ort befinden sich die Einzellagen Biengarten und Kalkgrube. Das Weingut Tina Pfaffmann hat seinen Sitz in der Gemeinde. Der hellgelbe, örtliche Sandstein wurde früher in einem Steinbruch abgebaut. Im Zuge der Haingeraide war Frankweiler an der sogenannten ersten Haingeraide beteiligt, die in der frühen Neuzeit aufgelöst und die teilweise der damals selbständigen Gemeinde unterstellt wurde.

### Verkehr
Frankweiler liegt an der Deutschen Weinstraße. Durch die Gemeinde verlaufen die Landesstraßen 507 und 508. Der Ort ist über die von der Queichtal Nahverkehrsgesellschaft (QNV) betriebene Buslinie 521 des Verkehrsverbundes Rhein-Neckar an das Nahverkehrsnetz angeschlossen. Sie verbindet den Ort mit Landau in der Pfalz und Ramberg.

### Tourismus

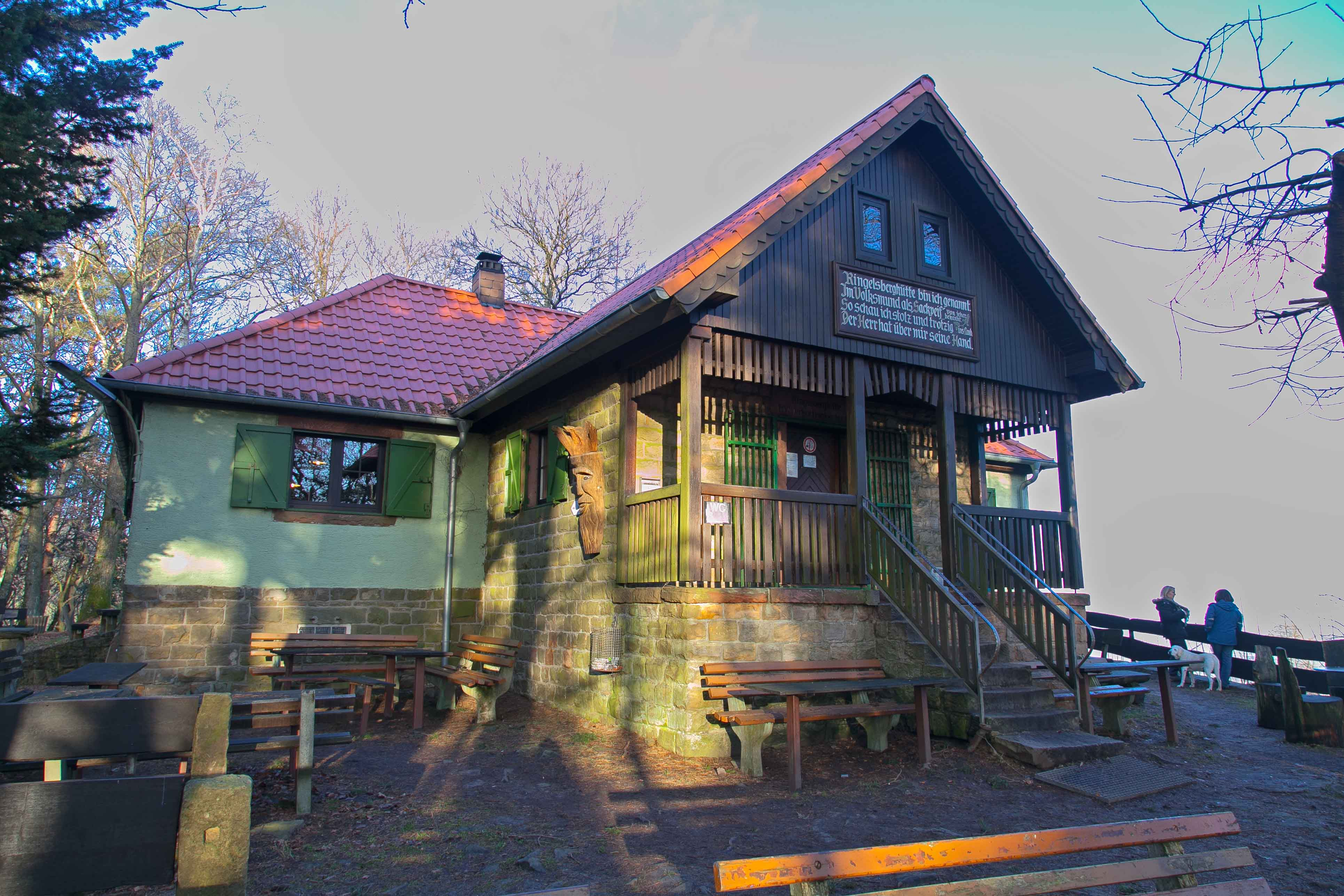
Ringelsberghütte

Durch Frankweiler führen die Themenwanderwege Pfälzer Keschdeweg und Pfälzer Mandelpfad sowie der Radweg Deutsche Weinstraße sowie ein Wanderweg, der mit einem roten Balken gekennzeichnet ist und der eine Verbindung mit Siebeldingen sowie Neuleiningen schafft.
Der Prädikatswanderweg Pfälzer Weinsteig und der zu den Saar-Rhein Wanderwegen zählende Weg mit der Kennzeichnung schwarzer Punkt auf weißem Balken, der von Saarbrücken bis nach Rülzheim verläuft, führen über die Waldgemarkung von Frankweiler. Der mit einem roten Kreuz markierte Fernwanderweg Franken-Hessen-Kurpfalz verläuft durch die Waldexklave. Auf der Gemarkung der Gemeinde befinden sich seit 1925 die vom Pfälzerwald-Verein betriebene Ringelsberghütte.

## Persönlichkeiten

### Söhne und Töchter der Gemeinde
- Friedrich Eckerle (1849–1924), Politiker
- Ludwig Bach (1865–1912), Hochschullehrer in Marburg
- Fritz Eckerle (1877–1925), Schriftsteller
- John Gottfried Cullmann (1823–1895), Gründer der Stadt Cullman, Alabama, U.S.A.[12]

### Personen, die im Ort gewirkt haben
- Dieter Eifler (* 1949), Werkstoffwissenschaftler, wohnt in Frankweiler.